# Thuyết nhật tâm Copernicus

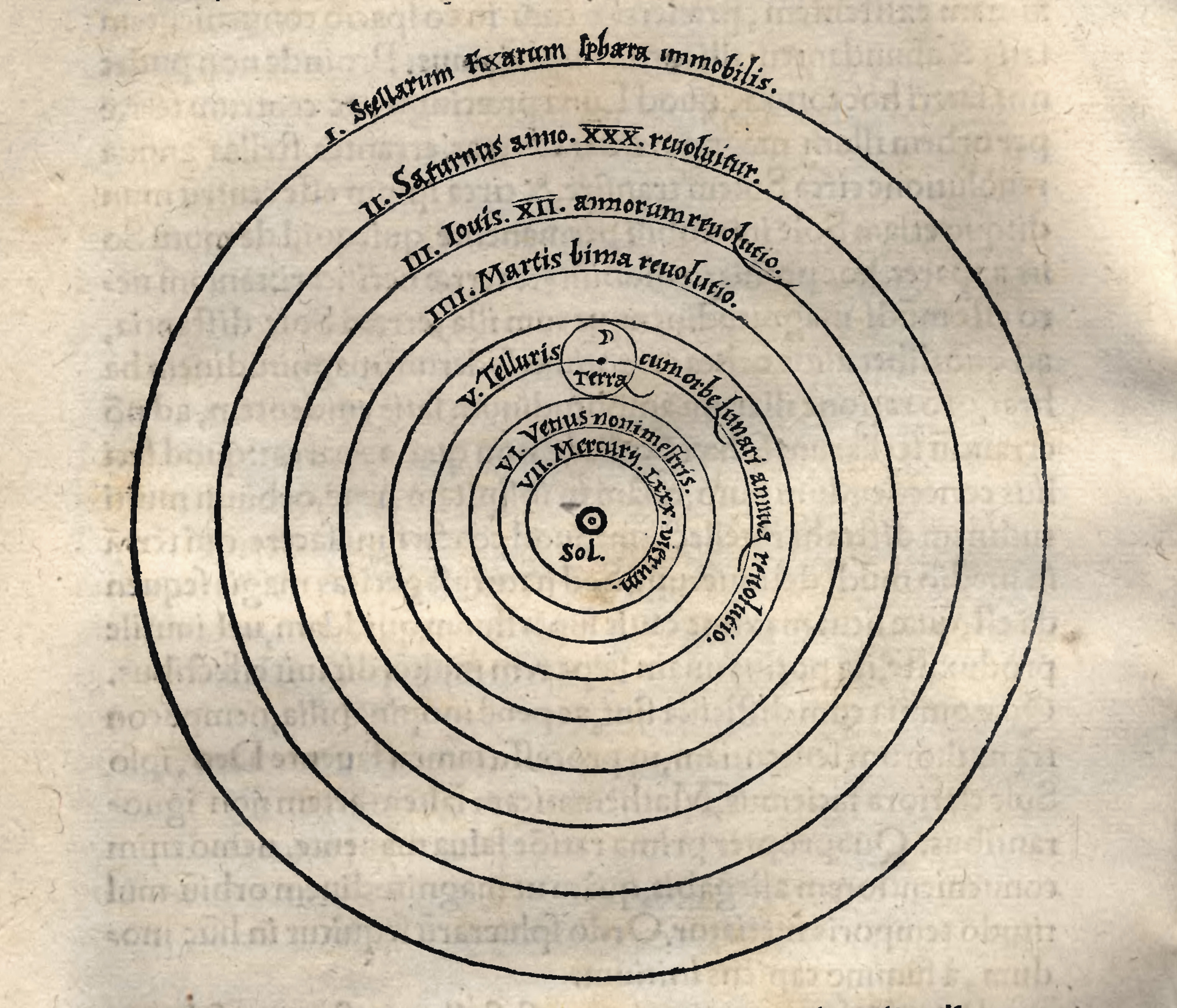
Mô hình nhật tâm từ De Revolutionibus orbium coelestium của Nicolaus Copernicus (Về Sự quay của các Thiên cầu)

Thuyết nhật tâm Copernicus là mô hình thiên văn được phát triển bởi Nicolaus Copernicus và xuất bản vào năm 1543. Mô hình này đặt Mặt Trời ở trung tâm của Vũ trụ, bất động, với Trái Đất và các hành tinh khác quay quanh Mặt Trời theo quỹ đạo tròn, bị biến đổi bởi ngoại luân, và ở tốc độ đồng nhất. Mô hình của Copernicus đã thay thế mô hình địa tâm đặt Trái Đất ở trung tâm của Vũ trụ của Ptolemaeus đã thịnh hành trong nhiều thế kỷ.
Mặc dù ông đã gửi một bản phác thảo về thuyết nhật tâm của riêng mình cho các đồng nghiệp vào khoảng trước năm 1514 nhưng phải đến khi được học trò của mình là Rheticus thúc giục mãi sau này thì ông mới quyết định công bố nó. Thách thức của Copernicus là đưa ra một giải pháp thay thế thực tế cho mô hình Ptolemaeus bằng cách xác định độ dài của một năm mặt trời một cách tao nhã và chính xác hơn trong khi vẫn bảo tồn các hàm ý siêu hình của một vũ trụ có trật tự về mặt toán học. Do đó, mô hình nhật tâm của ông đã giữ lại một số yếu tố của Ptolemaeus, gây ra sự không chính xác, chẳng hạn như quỹ đạo tròn của các hành tinh, ngoại luân và tốc độ đồng nhất, đồng thời sử dụng các ý tưởng như:
- Trái Đất là một trong nhiều hành tinh xoay quanh một Mặt Trời đứng yên theo một trật tự xác định.
- Trái Đất có ba chuyển động: tự quay quanh trục hàng ngày, quay quanh Mặt Trời hàng năm và nghiêng trục hàng năm.
- Chuyển động nghịch hành của các hành tinh được giải thích bằng chuyển động của Trái Đất.
- Khoảng cách từ Trái Đất đến Mặt Trời là rất nhỏ so với khoảng cách từ Mặt Trời đến các ngôi sao.

## Bối cảnh

### Thời cổ đại
Philolaus (thế kỷ thứ 4 trước Công nguyên) là một trong những người đầu tiên đưa ra giả thuyết về sự chuyển động của Trái đất, có lẽ được truyền cảm hứng từ các lý thuyết của Pythagoras về một trái đất hình cầu chuyển động. Vào thế kỷ thứ 3 trước Công nguyên, Aristarchus xứ Samos đã đề xuất mô hình nghiêm túc đầu tiên được biết đến cho tới nay về một Hệ Mặt Trời nhật tâm sau khi phát triển một số lý thuyết của Heraclides Ponticus (nói về một "sự quay của Trái đất trên trục của nó" cứ sau mỗi 24 giờ). Mặc dù văn bản gốc của ông đã bị mất nhưng một tài liệu tham khảo trong cuốn sách của Archimedes mang tên The Sand Reckoner (Archimedis Syracusani Arenarius & Dimensio Circuli) mô tả một tác phẩm trong đó Aristarchus đã phát triển mô hình nhật tâm.

### Hệ Ptolemaeus

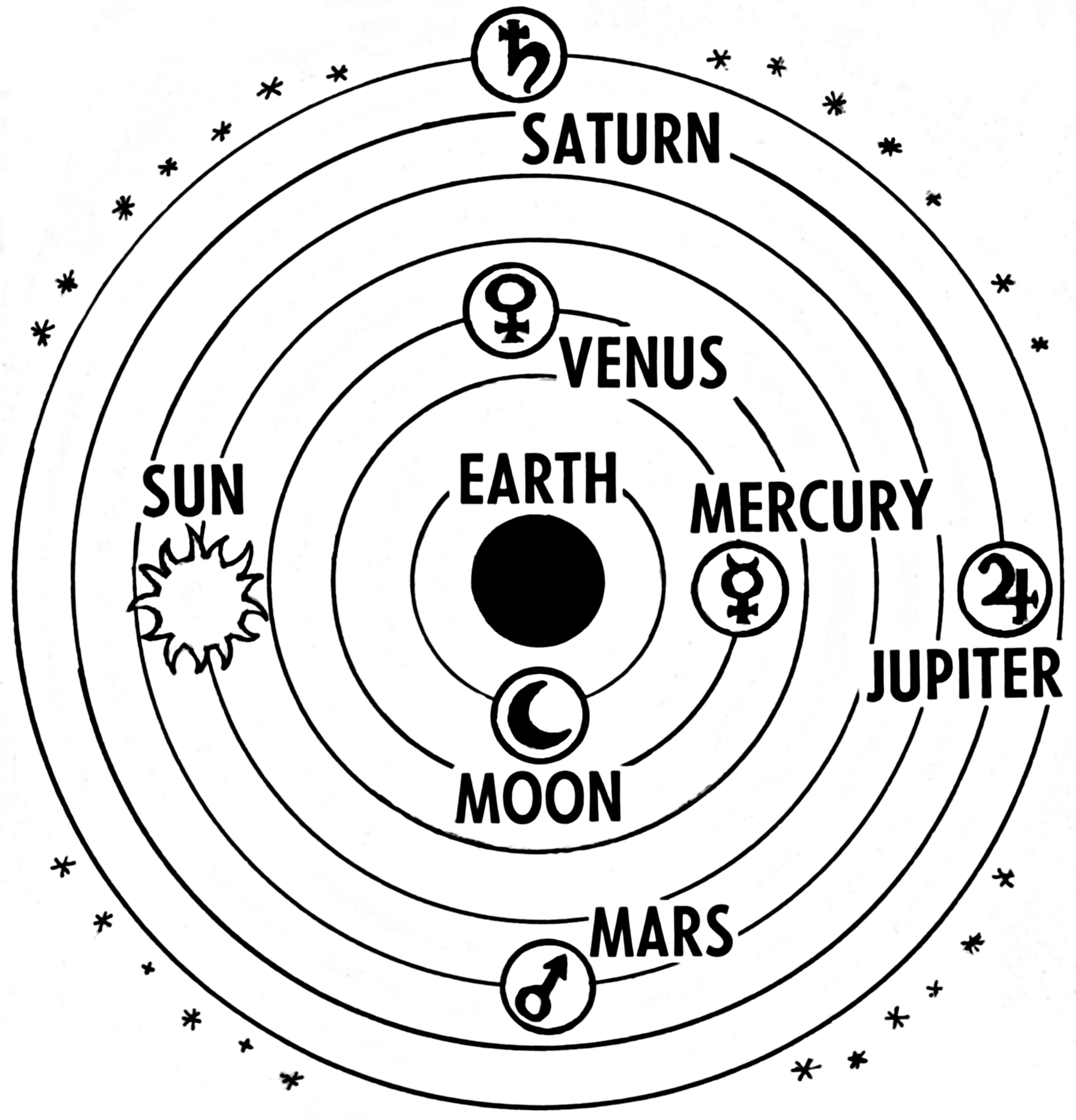
Bản vẽ Hệ Ptolemaeus

Mô hình thiên văn phổ biến của vũ trụ ở châu Âu trong 1.400 năm trước thế kỷ 16 là Hệ thống Ptolemaeus, một mô hình địa tâm do Claudius Ptolemaeus xây dựng nên trong cuốn Almagest của ông, có niên đại khoảng năm 150 sau Công nguyên. Trong suốt thời Trung Cổ, nó được coi là văn bản chính thức về thiên văn học, mặc dù tác giả của nó vẫn là một nhân vật thường bị nhầm lẫn là một trong những nhà cai trị Ptolemaios của Ai Cập. Hệ thống Ptolemaeus đã dựa trên nhiều lý thuyết trước đây thường coi Trái Đất là một trung tâm cố định của vũ trụ. Các ngôi sao nằm trong một quả cầu lớn bên ngoài quay tương đối nhanh, trong khi các hành tinh nằm trong những quả cầu nhỏ hơn ở giữa—một quả cầu riêng biệt cho mỗi hành tinh. Để giải thích cho những bất thường rõ ràng trong quan điểm này, chẳng hạn như chuyển động giật lùi rõ ràng của các hành tinh, người ta đã sử dụng một hệ thống gọi là mặt cầu và ngoại luân. Người ta cho rằng hành tinh quay trong một vòng tròn nhỏ (ngoại luân) quanh một tâm, chính vòng tròn này lại quay trong một vòng tròn lớn hơn (mặt cầu) quanh một tâm trên hoặc gần Trái đất.
Một lý thuyết bổ sung nữa đối với các thiên thể đồng tâm của Ptolemaeus: các thiên thể nằm bên trong quỹ đạo của các hành tinh tự quay thì cũng có thể tự quay một chút. Lý thuyết này đã có từ trước thời Ptolemy (nó được nghĩ ra đầu tiên bởi Eudoxus xứ Cnidus; vào thời Copernicus, nó được gắn với Averroes). Cũng phổ biến với các nhà thiên văn học còn có các biến thể khác như là như độ lệch tâm —theo đó trục quay bị lệch và không hoàn toàn nằm ở tâm. Các hành tinh cũng được cho là có chuyển động không đều, không tuân theo quỹ đạo tròn và đều. Người ta đã phân tích và thấy rằng độ lệch tâm của chuyển động của các hành tinh đã tạo ra các chuyển động ngược lại trong các khoảng thời gian quan sát. Chuyển động ngược chiều kim đồng hồ này đã tạo ra nền tảng giúp giải thích lý do tại sao cung đường chuyển động cụ thể này được gọi là ngoại luân.
Đóng góp độc đáo của Ptolemy cho lý thuyết này là một điểm gọi là "equant" (tạm dịch: cân bằng) — điểm mà tại đó tâm ngoại luân của một hành tinh chuyển động với vận tốc góc đồng đều, nhưng lệch khỏi tâm của nó. Điều này đã vi phạm một trong những nguyên tắc cơ bản của vũ trụ học Aristoteles, theo đó chuyển động của các hành tinh nên được giải thích theo chuyển động tròn đều, và bị nhiều nhà thiên văn học thời trung cổ coi là một khiếm khuyết nghiêm trọng.

## Thuyết Copernicus
Tác phẩm chính của Copernicus, De Revolutionibus orbium coelestium - Về chuyển động quay của các thiên thể (xuất bản lần đầu năm 1543 tại Nuremberg, xuất bản lần thứ hai năm 1566 tại Basel), là một bộ sách gồm sáu cuốn được xuất bản vào năm ông qua đời, mặc dù ông đã chạm tới lý thuyết của mình từ vài thập kỷ trước đó. Công trình này đánh dấu sự khởi đầu của sự dịch chuyển khỏi một vũ trụ địa tâm (và duy nhân loại) với Trái đất ở trung tâm. Copernicus cho rằng Trái đất chỉ là một hành tinh khác quay quanh một Mặt Trời cố định mỗi năm một lần và quay quanh trục của nó mỗi ngày một lần. Nhưng trong khi Copernicus đặt Mặt Trời ở trung tâm của các thiên thể, ông không đặt nó ở chính xác trung tâm của vũ trụ mà ở gần đó. Hệ thống của Copernicus chỉ sử dụng các chuyển động tròn đều, điều chỉnh những gì mà nhiều người cho là kém tinh tế nhất trong hệ thống của Ptolemaeus.
Mô hình của Copernicus đã thay thế các vòng tròn cân bằng của Ptolemaeus bằng nhiều ngoại luân hơn. Mô hình có tuổi đời 1.500 năm của Ptolemaeus đã giúp tạo ra ước tính chính xác hơn về chuyển động của các hành tinh cho Copernicus. Đây là lý do chính khiến hệ thống của Copernicus thậm chí còn có nhiều ngoại luân hơn của Ptolemaeus. Việc có nhiều ngoại luân hơn chứng tỏ có các phép đo chính xác hơn về vị trí thực sự của các hành tinh, "mặc dù không đủ để khiến người ta hứng thú". Hệ thống Copernicus có thể được tóm tắt trong một vài mệnh đề, như chính Copernicus đã làm trong cuốn Commentariolus sơ khai ban đầu mà ông chỉ đưa cho bạn bè của mình, có lẽ là vào những năm 1510. Commentariolus chưa bao giờ được in ra. Sự tồn tại của nó chỉ được biết đến một cách gián tiếp cho đến khi một bản sao được phát hiện ở Stockholm vào khoảng năm 1880, và một bản sao khác ở Viên vài năm sau đó.
Các đặc điểm chính của lý thuyết Copernicus là:
1. Các chuyển động của thiên thể là đều, vĩnh cửu và hình tròn hoặc cấu thành từ một số vòng tròn (ngoại luân).
2. Trung tâm của vũ trụ ở gần Mặt Trời.
3. Xung quanh Mặt Trời, theo thứ tự là Sao Thủy, Sao Kim, Trái Đất và Mặt Trăng, Sao Hỏa, Sao Mộc, Sao Thổ và các ngôi sao cố định.
4. Trái Đất có ba chuyển động: tự quay hàng ngày, quay quanh Mặt Trời hàng năm và nghiêng trục hàng năm.
5. Chuyển động nghịch hành của các hành tinh được giải thích bởi chuyển động của Trái Đất, thứ mà nói ngắn gọn thì cũng chịu ảnh hưởng của các hành tinh và các thiên thể khác xung quanh Trái Đất.
6. Khoảng cách từ Trái Đất đến Mặt Trời rất nhỏ so với khoảng cách đến các ngôi sao.

Cảm hứng đến với Copernicus không phải từ việc quan sát các hành tinh, mà từ việc đọc các tác phẩm của hai tác giả Cicero và Plutarch. Trong các tác phẩm của Cicero, Copernicus đã tìm thấy mô tả về lý thuyết của Hicetas. Plutarch cũng mô tả về những người theo trường phái Pythagoras Heraclides Ponticus, Philolaus, và Ecphantes. Các tác giả này đã đề xuất về một Trái Đất chuyển động, không quay quanh một Mặt Trời nằm ở trung tâm. Copernicus đã trích dẫn Aristarchus và Philolaus trong một bản thảo ban đầu của cuốn sách vẫn còn tồn tại đến bây giờ, nói rằng: "Philolaus tin vào việc Trái Đất chuyển động, và một số người thậm chí còn nói rằng Aristarchus xứ Samos cũng có quan điểm đó". Vì những lý do không rõ (mặc dù có thể là do miễn cưỡng phải trích dẫn các nguồn tiền Cơ đốc giáo), Copernicus đã không đưa đoạn văn này vào việc xuất bản cuốn sách của mình.

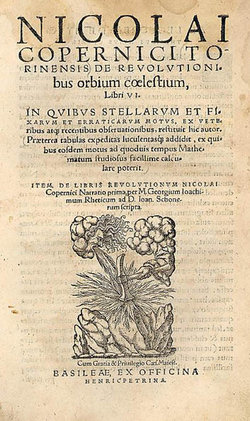
Nicolai Copernicito Torinensis De Revolutionibus Orbium Coelestium, Libri VI (Về chuyển động quay của các thiên thể, một bộ gồm sáu cuốn) (trang bìa của ấn bản thứ 2, Basel, 1566)

Copernicus đã sử dụng cái mà ngày nay được gọi là bổ đề Urdi và cơ chế Tusi trong các mô hình hành tinh tương tự như được tìm thấy trong các nguồn tiếng Ả Rập. Hơn nữa, việc Copernicus thay thế đẳng thức bằng chính xác hai ngoại luân trong tác phẩm Commentariolus đã được tìm thấy trong một tác phẩm trước đó của al-Shatir. Các mô hình Mặt Trăng và Sao Thủy của Al-Shatir cũng giống với mô hình của Copernicus. Điều này khiến một số học giả lập luận rằng Copernicus hẳn đã tiếp cận được một số công trình chưa được xác định dựa trên ý tưởng của các nhà thiên văn học trước đó. Tuy nhiên, không có ứng cử viên khả dĩ nào cho tác phẩm phỏng đoán này được đưa ra ánh sáng, và các học giả khác đã lập luận rằng Copernicus rất có thể đã phát triển những ý tưởng này một cách độc lập với truyền thống Hồi giáo muộn. Tuy nhiên, Copernicus đã trích dẫn một số nhà thiên văn Hồi giáo có lý thuyết và quan sát mà ông đã sử dụng trong De Revolutionibus, cụ thể là al-Battani, Thabit ibn Qurra, al-Zarqali, Averroes và al-Bitruji. Có ý kiến cho rằng ý tưởng về cơ chế Tusi có thể đã đến châu Âu và để lại ít dấu vết về mặt bản thảo, vì điều đó có thể xảy ra mà không cần dịch bất kỳ văn bản tiếng Ả Rập nào sang tiếng Latinh. Một con đường lây truyền khả thi nữa là thông qua khoa học Byzantine; Grêgôriô Chioniades đã dịch một số tác phẩm của al-Tusi từ tiếng Ả Rập sang tiếng Hy Lạp Byzantine. Một số bản thảo tiếng Hy Lạp Byzantine có nhắc đến cơ chế Tusi vẫn còn tồn tại ở Ý.

### De Revolutionibus orbium coelestium
Khi bản tóm tắt của Copernicus được xuất bản, nó có lời tựa ẩn danh, không được phép của một người bạn của Copernicus là nhà thần học theo Giáo hội Luther Andreas Osiander. Giáo sĩ này tuyên bố rằng Copernicus đã viết thuyết nhật tâm giải thích về chuyển động của Trái Đất như một giả thuyết toán học chứ không phải là một lời giải thích chứa đựng sự thật hay thậm chí là có khả năng xảy ra. Vì giả thuyết của Copernicus được cho là mâu thuẫn với câu chuyện trong Cựu Ước về chuyển động của Mặt Trời quanh Trái Đất (Giôsuê 10:12-13) nên điều này rõ ràng được viết ra để làm dịu đi bất kỳ phản ứng gay gắt nào của tôn giáo đối với cuốn sách. Tuy nhiên, không có bằng chứng nào cho thấy bản thân Copernicus coi mô hình nhật tâm chỉ đơn thuần là thuận tiện về mặt toán học và tách biệt khỏi thực tế.
Bản tóm tắt thực sự của Copernicus bắt đầu bằng một lá thư từ một người bạn (lúc đó đã qua đời) của ông là Nikolaus von Schönberg, Hồng y Tổng giám mục Capua, người đã thúc giục Copernicus xuất bản lý thuyết của mình. Sau đó, trong phần giới thiệu dài, Copernicus đã dành tặng cuốn sách cho Giáo hoàng Phaolô III, giải thích động cơ trên danh nghĩa của ông khi viết cuốn sách là liên quan đến việc các nhà thiên văn học thời trước đã không thể đồng thuận về một lý thuyết đầy đủ về các hành tinh, và lưu ý rằng nếu hệ thống của ông tăng cường tính chính xác của các dự đoán thiên văn thì nó sẽ cho phép Giáo hội phát triển một loại lịch chính xác hơn. Vào thời điểm đó, việc cải cách Lịch Julius được coi là cần thiết và là một trong những lý do chính khiến Giáo hội quan tâm đến thiên văn học.
Bản thân tác phẩm được chia thành sáu tập:
1. Tập đầu tiên khái quát về thuyết nhật tâm và trình bày tóm tắt ý tưởng của ông về Thế giới.
2. Tập thứ hai chủ yếu mang tính lý thuyết, trình bày các nguyên lý của thiên văn học thiên thể và một danh sách các ngôi sao (làm cơ sở cho những lập luận được phát triển trong các tập tiếp theo).
3. Tập thứ ba chủ yếu dành riêng cho các chuyển động biểu kiến của Mặt Trời và các hiện tượng liên quan.
4. Tập thứ tư mô tả về Mặt Trăng và các chuyển động quỹ đạo của nó.
5. Tập thứ năm trình bày cụ thể về hệ thống mới, bao gồm cả kinh độ hành tinh.
6. Tập thứ sáu trình bày cụ thể hơn về hệ thống mới, bao gồm cả vĩ độ hành tinh.

## Quan điểm hiện đại

### Cơ bản là đúng
Từ quan điểm hiện đại, mô hình Copernicus có một số ưu điểm. Copernicus đã đưa ra một giải thích rõ ràng về nguyên nhân tạo nên các mùa: trục Trái Đất không vuông góc với mặt phẳng quỹ đạo của nó. Ngoài ra, lý thuyết của Copernicus còn đưa ra một lời giải thích cực kỳ đơn giản cho các chuyển động nghịch hành biểu kiến của các hành tinh—cụ thể là sự dịch chuyển thị sai do chuyển động của Trái Đất quanh Mặt Trời gây ra—một yếu tố quan trọng cần xem xét trong niềm tin của Johannes Kepler rằng lý thuyết này về cơ bản là đúng. Trong mô hình nhật tâm, các chuyển động nghịch hành biểu kiến của các hành tinh xảy ra ở vị trí đối lập với Mặt Trời là hệ quả tự nhiên của quỹ đạo nhật tâm của chúng. Tuy nhiên, trong mô hình địa tâm, những điều này được giải thích bằng cách sử dụng giải pháp gọi là các ngoại luân, thứ có các vòng quay gắn liền một cách bí ẩn với vòng quay của Mặt Trời.

### Thuật chép sử hiện đại
Liệu các mệnh đề của Copernicus là "có tính cách mạng" hay là "bảo thủ" vẫn là chủ đề gây tranh cãi trong thuật chép sử khoa học. Trong cuốn sách The Sleepwalkers: A History of Man's Changing Vision of the Universe (Tạm dịch: Những kẻ mộng du: Lịch sử về tầm nhìn thay đổi của con người về vũ trụ) (1959), Arthur Koestler đã cố gắng giải mã "cuộc cách mạng" của Copernicus bằng cách miêu tả Copernicus là một kẻ hèn nhát, người miễn cưỡng xuất bản tác phẩm của mình do nỗi sợ hãi bị chế giễu tột độ. Thomas Kuhn lập luận rằng Copernicus chỉ chuyển giao "một số đặc tính mà trước đây gán cho Trái Đất cho nhiều chức năng thiên văn của Mặt Trời." Kể từ đó, các nhà chép sử đã lập luận rằng Kuhn đã đánh giá thấp tính chất "mang tính cách mạng" trong công trình của Copernicus, và nhấn mạnh rằng Copernicus sẽ gặp khó khăn khi đưa ra một lý thuyết thiên văn học mới mà chỉ dựa vào mỗi sự đơn giản trong hình học, vì ông không có bằng chứng thực nghiệm nào.